# Giandomenico Basso
Giandomenico Basso (Montebelluna, 15 settembre 1973) è un pilota di rally italiano vincitore un campionato intercontinentale, due europei e quattro italiani.

## Carriera
Nato a Montebelluna, ma cresciuto a Cavaso del Tomba, Giandomenico Basso ha esordito nel Campionato del mondo rally nel 1998, disputando il Rally di Sanremo con una Fiat Seicento. Nel 2001 e nel 2002 ha gareggiato nel Junior World Rally Championship con una Fiat Punto S1600, finendo rispettivamente quinto e quarto.
Nel 2006 ha vinto la prima edizione dell'Intercontinental Rally Challenge e il Campionato Europeo Rally, guidando una Fiat Grande Punto Abarth S2000. Nel 2007 ha vinto il Campionato Italiano Rally. Nel 2009 ha vinto per la seconda volta il Campionato Europeo Rally, sempre sulla Abarth Grande Punto S2000.
Dopo la stagione 2010 conclusa con 3 punti nell'IRC e con 40 punti nel CIR (quarto posto), Giandomenico è stato abbandonato dalla Fiat, che ha lasciato i rally, preferendo la pista. Nel 2011, dopo una buonissima prova al Rally di Montecarlo, è stato ingaggiato dalla Proton e ha disputato l'IRC su una Proton Satria Neo S2000, ottenendo due noni posti a Montecarlo e Canarie e un decimo posto a Sanremo, in una gara piuttosto sfortunata per lui

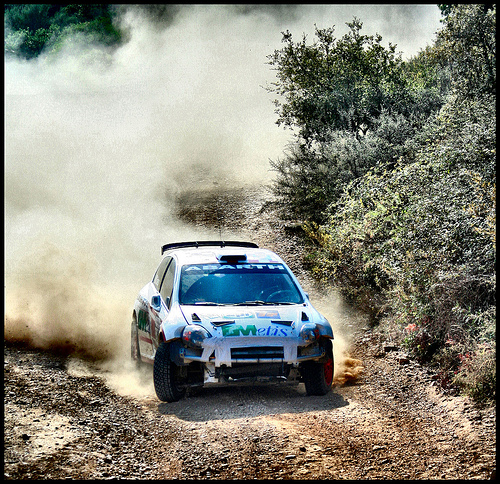
Basso su Fiat Grande Punto Abarth S2000 al Rally Costa Smeralda 2007.

Il 2012 si apre con la sua riconferma da parte della Proton, che lo iscrive nel Mondiale 2012 nella categoria SWRC, assicurandogli quindi una buona possibilità di mettersi ancor di più in luce, lasciandogli inoltre la possibilità di disputare il CIR 2012 privatamente con una Ford Fiesta S2000.
Nel 2013 partecipa a tre gare del CIR, vincendo Ciocco e Sanremo e arrivando secondo a San Marino con una Peugeot 207 S2000. Nel 2014 incomincia il suo sodalizio con la BRC, che gli fornisce una Ford Fiesta R5 alimentata a GPL. In quell'anno si classifica secondo nel CIR, a pari punti con Andreucci che vince per il maggior numero di vittorie stagionali (4 a 2). Nel 2015, rimanendo in BRC, si conferma vicecampione italiano, con una stagione molto regolare (3 secondi posti, 3 terzi e due 0).
Nel 2016, dopo il cambiamento del sistema dei punteggi, ha un problematico avvio di campionato in cui raccoglie due secondi posti al Ciocco, un secondo e un quinto a Sanremo, un primo alla Targa Florio seguito però da un ritiro in Tappa 2 e due quarti all'Adriatico, ma si rilancia con due vittorie a San Marino (dove Andreucci fa segnare uno 0 in Tappa 1) e in Friuli. Al successivo Rally di Roma Capitale raccoglie un terzo e un secondo posto. Questo gli consente di arrivare al Due Valli, ultimo appuntamento stagionale, con 0,75 punti di vantaggio su Paolo Andreucci e 6,25 su Umberto Scandola. Nella Tappa 1, Basso vince davanti ad Andreucci e Simone Campedelli, suo ottimo compagno di scuderia. Scandola finisce quarto dopo una foratura e deve rinunciare alle speranze di vittoria. In Tappa 2, Basso gestisce il vantaggio finendo quarto dietro a Scandola, Campedelli e Andreucci. Quanto basta per vincere il suo secondo Campionato Italiano Rally. Il Tuscany Rally 2019 lo vede vincere di nuovo il campionato italiano (CIR).
Dopo un 2020 in cui il campionato italiano gli sfugge a causa del ritiro al Rally 2 Valli e al Tuscan Rewind, nel 2021 si rifà vincendo insieme a Lorenzo Granai il suo quarto Cir in carriera con una gara d'anticipo, ciò che non gli era mai successo prima in carriera.
Tra i navigatori di Basso, Flavio Guglielmini, morto in un incidente durante il Rally di Bulgaria nel luglio 2009, e Luigi Pirollo; dopo il passaggio di Mitia Dotta alla MotoGP (Suzuki), è affiancato da Lorenzo Granai.

## Palmarès
| Stagione | Campionato                       | Auto                      |
| -------- | -------------------------------- | ------------------------- |
| 2006     | Campionato Europeo Rally FIA     | Grande Punto Abarth S2000 |
| 2006     | Intercontinental Rally Challenge | Grande Punto Abarth S2000 |
| 2007     | Campionato Italiano Rally        | Grande Punto Abarth S2000 |
| 2009     | Campionato Europeo Rally FIA     | Grande Punto Abarth S2000 |
| 2016     | Campionato Italiano Rally        | Ford Fiesta R5            |
| 2017     | Tour European Rally              | Hyundai i20 R5            |
| 2018     | Tour European Rally              | Škoda Fabia R5            |
| 2019     | Campionato Italiano Rally        | Škoda Fabia R5            |
| 2021     | Campionato Italiano Rally        | Škoda Fabia R5            |

## Risultati nel mondiale rally

### WRC
| 1998 | Scuderia | Vettura                |  |  |  |  |  |  |  |  |  |  |     |  |  |  |  |  | Punti | Pos. |
| ---- | -------- | ---------------------- |  |  |  |  |  |  |  |  |  |  | --- |  |  |  |  |  | ----- | ---- |
| 1998 |          | Fiat Seicento Sporting |  |  |  |  |  |  |  |  |  |  | Rit |  |  |  |  |  | 0     |      |

| 1999 | Scuderia | Vettura                |    |  |  |  |  |  |  |  |  |  |  |  |  |  |  |  | Punti | Pos. |
| ---- | -------- | ---------------------- | -- |  |  |  |  |  |  |  |  |  |  |  |  |  |  |  | ----- | ---- |
| 1999 |          | Fiat Seicento Sporting | 23 |  |  |  |  |  |  |  |  |  |  |  |  |  |  |  | 0     |      |

| 2001 | Scuderia | Vettura          |  |  |  |    |  |  |     |  |     |  |     |    |  |     |  |  | Punti | Pos. |
| ---- | -------- | ---------------- |  |  |  | -- |  |  | --- |  | --- |  | --- | -- |  | --- |  |  | ----- | ---- |
| 2001 | Top Run  | Fiat Punto S1600 |  |  |  | 16 |  |  | Rit |  | Rit |  | Rit | 15 |  | Rit |  |  | 0     |      |

| 2002 | Scuderia | Vettura          |     |  |  |    |  |  |     |  |  |    |    |  |  |    |  |  | Punti | Pos. |
| ---- | -------- | ---------------- | --- |  |  | -- |  |  | --- |  |  | -- | -- |  |  | -- |  |  | ----- | ---- |
| 2002 |          | Fiat Punto S1600 | Rit |  |  | 21 |  |  | Rit |  |  | 21 | 16 |  |  | 24 |  |  | 0     |      |

| 2004 | Scuderia | Vettura          |  |  |  |  |  |  |  |  |  |  |  |  |  |  |    |  | Punti | Pos. |
| ---- | -------- | ---------------- |  |  |  |  |  |  |  |  |  |  |  |  |  |  | -- |  | ----- | ---- |
| 2004 |          | Fiat Punto S1600 |  |  |  |  |  |  |  |  |  |  |  |  |  |  | 15 |  | 0     |      |

| 2006 | Scuderia | Vettura                        |  |  |  |  |  |  |  |  |  |  |  |  |    |  |  |  | Punti | Pos. |
| ---- | -------- | ------------------------------ |  |  |  |  |  |  |  |  |  |  |  |  | -- |  |  |  | ----- | ---- |
| 2006 | X 094    | Fiat Abarth Grande Punto S2000 |  |  |  |  |  |  |  |  |  |  |  |  | 35 |  |  |  | 0     |      |

| 2012 | Scuderia          | Vettura                 |     |  |  |  |  |  |  |  |  |  |  |  |  |  |  |  | Punti | Pos. |
| ---- | ----------------- | ----------------------- | --- |  |  |  |  |  |  |  |  |  |  |  |  |  |  |  | ----- | ---- |
| 2012 | Proton Motorsport | Proton Satria Neo S2000 | Rit |  |  |  |  |  |  |  |  |  |  |  |  |  |  |  | 0     |      |

| 2017 | Scuderia | Vettura        |     |  |  |  |  |  |  |  |  |  |  |  |  |  |  |  | Punti | Pos. |
| ---- | -------- | -------------- | --- |  |  |  |  |  |  |  |  |  |  |  |  |  |  |  | ----- | ---- |
| 2017 | BRC      | Ford Fiesta R5 | Rit |  |  |  |  |  |  |  |  |  |  |  |  |  |  |  | 0     |      |

| 2019 | Scuderia              | Vettura        |  |  |  |  |  |  |  |    |  |  |  |  |  |  |  |  | Punti | Pos. |
| ---- | --------------------- | -------------- |  |  |  |  |  |  |  | -- |  |  |  |  |  |  |  |  | ----- | ---- |
| 2019 | Sport & Comunicazione | Škoda Fabia R5 |  |  |  |  |  |  |  | 17 |  |  |  |  |  |  |  |  | 0     |      |

| Legenda | 1º posto | 2º posto | 3º posto | A punti | Senza punti | Ritirato | Squalificato | NP=Non partito C=Gara cancellata | Apice=Power stage |

### S-WRC/WRC-2
| 2012 | Scuderia          | Vettura                 |     |  |  |  |  |  |  |  |  |  |  |  |  |  |  |  | Punti | Pos. |
| ---- | ----------------- | ----------------------- | --- |  |  |  |  |  |  |  |  |  |  |  |  |  |  |  | ----- | ---- |
| 2012 | Proton Motorsport | Proton Satria Neo S2000 | Rit |  |  |  |  |  |  |  |  |  |  |  |  |  |  |  | 0     |      |

| 2017 | Scuderia        | Vettura        |     |  |  |  |  |  |  |  |  |  |  |  |  |  |  |  | Punti | Pos. |
| ---- | --------------- | -------------- | --- |  |  |  |  |  |  |  |  |  |  |  |  |  |  |  | ----- | ---- |
| 2017 | BRC Racing Team | Ford Fiesta R5 | Rit |  |  |  |  |  |  |  |  |  |  |  |  |  |  |  | 0     |      |

| Legenda | 1º posto | 2º posto | 3º posto | A punti | Senza punti | Ritirato | Squalificato | NP=Non partito C=Gara cancellata | Apice=Power stage |

### Junior WRC
| 2002 | Scuderia | Vettura          |     |  |  |   |  |  |     |  |  |   |   |  |  |   |  |  | Punti | Pos. |
| ---- | -------- | ---------------- | --- |  |  | - |  |  | --- |  |  | - | - |  |  | - |  |  | ----- | ---- |
| 2002 |          | Fiat Punto S1600 | Rit |  |  | 3 |  |  | Rit |  |  | 7 | 2 |  |  | 3 |  |  | 14    | 4º   |

| Legenda | 1º posto | 2º posto | 3º posto | A punti | Senza punti | Ritirato | Squalificato | NP=Non partito C=Gara cancellata | Apice=Power stage |